# Carabau (Ort)
Carabau ist ein osttimoresischer Ort im Suco Carabau (Verwaltungsamt Bobonaro, Gemeinde Bobonaro). Das Dorf liegt im Westen der Aldeia Carabau, auf einer Meereshöhe von 847 m. Zwei Straßen durchqueren den Ort und verbinden ihn mit Oboe im Nordosten und Atumnaro im Südwesten. Im Norden fließt der Babalai, ein Nebenfluss des Marobo. Südlich verläuft der Loumea.
Im Ort befinden sich eine Schule und ein Friedhof.